# Medionidus conradicus
Medionidus conradicus är en musselart som först beskrevs av I. Lea 1834.  Medionidus conradicus ingår i släktet Medionidus och familjen målarmusslor. IUCN kategoriserar arten globalt som nära hotad. Inga underarter finns listade i Catalogue of Life.